# Consolación (Valdepeñas)
Consolación (anteriormente Villanueva de Franco) es una pedanía española perteneciente al municipio de Valdepeñas, en la provincia de Ciudad Real, dentro de la comunidad autónoma de Castilla-La Mancha. Está situada a unos 15 km al norte del núcleo principal de Valdepeñas, junto a la autovía A-4. Además, tiene una plaza central en el centro del barrio, con una iglesia de estilo neoherreriano. Posee también dos torres, las Dos Torres de Consolación, que se pueden divisar al lado de la autovía, dirección Madrid.

## Historia
El núcleo de población de Villanueva de Franco fue construido en 1949 por el Instituto Nacional de la Vivienda junto al despoblado de Aberturas, bajo la dirección de Arturo Roldán Palomo, a la sazón arquitecto de la Diputación Provincial de Ciudad Real. Dicha construcción fue motivada por un comentario de Francisco Franco acerca de la escasez de poblaciones en la zona durante una jornada de caza. Al llegar la democracia cambió su nombre a Consolación por su cercanía con la parroquia de la Asunción de Ntra. Sra. en Valdepeñas, que alberga la talla de la patrona, la Virgen bajo su advocación de Consolación. El urbanismo —con una planta semicircular junto a la carretera nacional IV— se inspiró en núcleos de colonización española en el continente americano y en los núcleos fundados por Carlos III en Sierra Morena.
En tiempos de bonanza, se llegaron a labrar muchas tierras de regadío, e incluso se pusieron granjas avícolas, (actuales gallineros) que, llegaron a producir el 2% de los huevos que se consumían en aquella época en España.[cita requerida]
A partir de ahí, su población fue decayendo; tanto, que durante un tiempo albergó un vertedero de neumáticos,[cita requerida] y tiempo más tarde llegó a ser lo que es ahora, un barrio más o pedanía de Valdepeñas, que contaba en el año 2015 con una población de 218 habitantes.

## Demografía
| Gráfica de evolución demográfica de Consolación entre 2000 y 2015             |
|                                                                               |
| Población (2000-2015) según el nomenclátor de unidades poblacionales del INE. |